# Sumaco
El Sumaco és un estratovolcà simètric i aïllat, que s'allunya de l'eix volcànic principal de l'Equador. El seu cim s'alça fins als 3.990 msnm. Les seves roques són molt diferents de les de la majoria de volcans andins per la manca d'andesita i presència de basanita i fonolita. És molt boscòs i té un petit con a l'ampli cràter de 300x400 metres. La darrera erupció confirmada va tenir lloc al voltant de l'any 1895.

## Ecologia
El Sumaco està separa de la Serralada Oriental per les valls dels rius Cosanga i Quijos. Hi ha més de 6.000 espècies de plantes vasculars, incloses més de 90 espècies endèmiques. També hi ha molts animals endèmics, com ara el gripau Osornophryne sumacoensis, que només viu als vessants orientals del volcà, i la granota Pristimantis ernesti.